# Rexichthys
Rexichthys is een monotypisch geslacht van straalvinnige vissen uit de familie van slangmakrelen (Gempylidae).

## Soort
- Rexichthys johnpaxtoni Parin & Astakhov, 1987